# チュウジシギ
チュウジシギ（中地鴫、学名：Gallinago megala ）は、チドリ目シギ科に分類される鳥類の一種である。

## 分布
バイカル湖周辺のロシア中部やウスリー川付近で繁殖し、冬はインド、東南アジア、オーストラリア北部へ渡り越冬する。
春と秋に日本各地で旅鳥として渡来するが、数はあまり多くない。ただし、オオジシギと酷似しているため混同されて記録から漏れている可能性も高い。南西諸島では、少数が越冬する。

## 形態
全長約27cm。羽色はオオジシギとよく似ているが、体格はやや小さい。尾羽の先端が初列風切の先端より長い点と、頭央線が嘴の基部まで達していないことで他のタシギ類と区別できるが、野外での識別はかなり難しい。

## 生態
水田や湿地などに生息する。繁殖地では、林の中や川辺に生息する。
食性は動物食で、ミミズ類を好むほか、昆虫類、カタツムリなどの陸生貝類も食べる。他のタシギ類と異なり、多少乾いた場所で採餌する傾向がある。
繁殖形態は卵生。林の中の藪状になった地面に営巣し、2-5卵を産む。